# Sarcophaga flagellifera
Sarcophaga flagellifera är en tvåvingeart som först beskrevs av Grunin 1964.  Sarcophaga flagellifera ingår i släktet Sarcophaga och familjen köttflugor.
Artens utbredningsområde är Turkmenistan. Inga underarter finns listade i Catalogue of Life.